# Villa Cabello
Villa Cabello es un populoso barrio (de 80.000 habitantes aproximadamente) de la ciudad de Posadas, provincia de Misiones, Argentina. Es el segundo barrio más grande de la ciudad, luego de Itaembé Miní.

## Ubicación geográfica
El barrio Villa Cabello está situado al oeste de la avenida Jauretche, hasta el arroyo Mártires, y al norte de la avenida Almirante Brown, hasta el río Paraná. 

## Toponimia
El barrio recibió su nombre por el cabello donado por comunidades alemanas para financiar el proyecto. De hecho, coloquialmente recibe el nombre «Villa Pelo».

## Educación

### Bachillerato Orientado Provincial nº 8

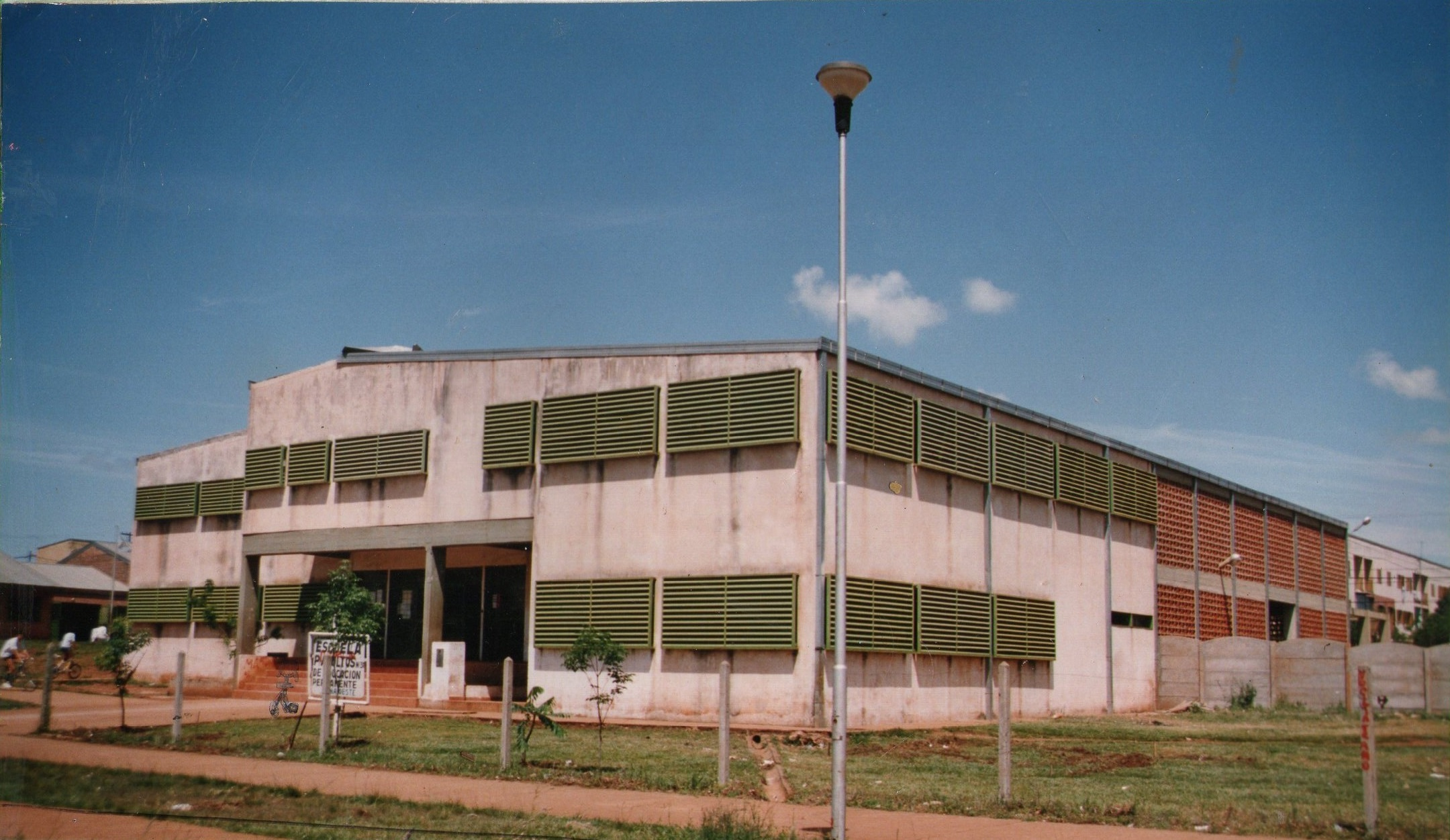
Una de las primeras fotos del edificio escolar luego de su inauguración en 1990.

El Bachillerato Orientado Provincial n° 8 comenzó a funcionar como primera institución educativa pública de Villa Cabello el 31 de marzo de 1986 por medio de la Resolución Nº 663 del Consejo General de Educación de la Provincia de Misiones, con la denominación de “Ciclo Básico Nº 5”. En sus inicios sus tareas se desarrollaron en la chacra 148 en dos pequeñas aulas cedidas por la Escuela Provincial nº7 “Justo José de Urquiza”. En ese año funcionó solamente primer año de secundaria con 29 alumnos. A cargo de la dirección estaba la señora Blanca Borges de Hedman y el secretario Ramón Oscar Baptista. Mientras que el cuerpo docente estuvo compuesto por 13 profesores.

### Instituto Superior Jesús de Nazareth

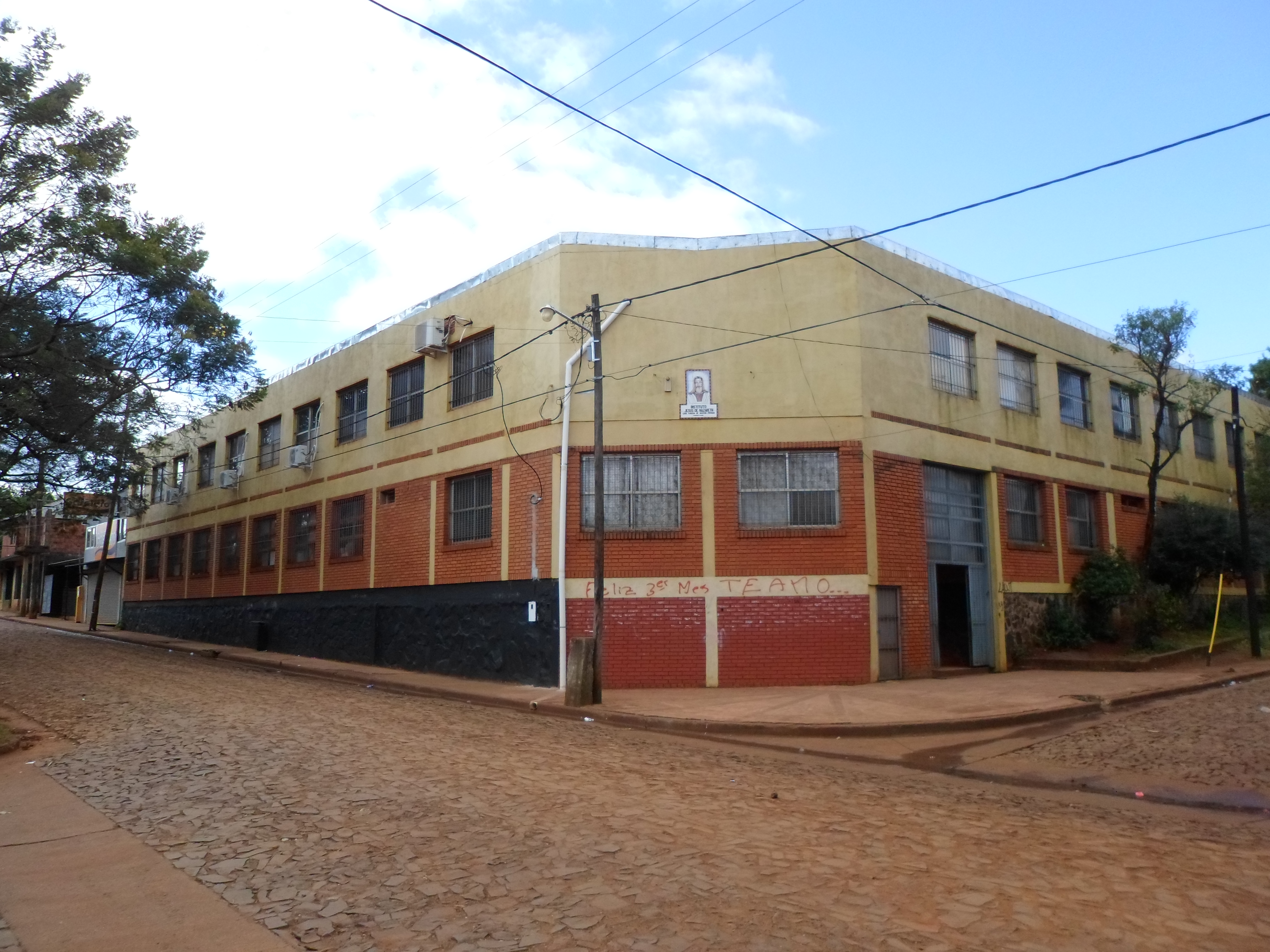

El Instituto Jesús de Nazareth está inserto en la Chacra 140, entre la Avenida Eva Perón, Calle Sauce y Calle N°145 de la Península IPRODHA de la ciudad de Posadas. En el año 1993, surge la idea en el seno del matrimonio Yung-Fragueiro que ejercía la docencia en la zona desde el año 1977 de crear un Instituto de Educación Pública de Gestión Privada, acorde a las reales necesidades en el tiempo de transformación educativa. El deseo era retomar valores éticos y morales en la Península IPRODHA de la ciudad de Posadas, que en estos tiempos comenzó a crecer en forma agigantada, llegando a albergar a familias de distintas culturas y formación religiosa, por ello se pensó en una Institución laica y que la familia sea quién decida sobre la formación religiosa de sus hijos.
Viendo al educando como agente de transformación, nexo entre la escuela y la familia, tratando juntos el educar con amor, respeto e igualdad, despertando el razonamiento crítico, como base fundamental para el cambio de actitudes. Considerando que los primeros años de escolaridad son la base de posteriores aprendizajes.
Comienza a funcionar el 13 de marzo de 1995, con el nombre de Instituto “Jesús de Nazareth”, por considerarlo el primer maestro, PATRIMONIO ESPIRITUAL DE LA HUMANIDAD, con siete secciones de grado, dos salas de nivel inicial de cuatro y cinco años, fueron 269 los alumnos matriculados. 
Representante Legal Lic. Casilda Luisa Yung, 
Primer Director el Sr. Luis Manuel Fragueiro, 
Siete docentes de grado, 
Dos secciones de nivel inicial, seis docentes especiales y una psicopedagoga. Año a año la matrícula se va incrementando.
En 1997 comenzó a funcionar el turno tarde y la Institución adquiere categoría de Primera.
En el 2000, se incorpora el primer año del Nivel Polimodal, creado por Resolución N°087 del Servicio Provincial de Enseñanza Pública de Gestión Privada en la Modalidad Ciencias Naturales. Su Rectora la Lic. Casilda luisa Yung con la colaboración de la Profesora Claudia Machado de la Rosa.
En el mes de abril, el Señor Luis Fragueiro se jubila y asume la Dirección del nivel inicial y primario la Lic. Analía Fragueiro.
Se crean anualmente por crecimiento vegetativo los cursos correspondientes, contando en la actualidad con todos los niveles educativos, en el nivel medio las Modalidades: Ciencias Naturales, Economía y Gestión de las Organizaciones con convenios de pasantías no rentadas en instituciones públicas (C.A.P.S. y Hospitales) y entes descentralizados como I.P.S., Registro de las Personas e instituciones privadas, entre otras.
La población estudiantil que concurre al Instituto está conformada por niños y jóvenes, en su mayoría, procedentes de los diferentes complejos habitacionales de la Península y en menor número, de barrios aledaños; hijos de obreros, empleados públicos y trabajadores independientes. 
En la actualidad su población estudiantil es de 1269 alumnos.
Funcionan 7 secciones de nivel inicial, 25 secciones de grado del nivel primario, 14 secciones del nivel secundario 
En el corriente año se crea la Tecnicatura Superior de Administración de Redes Informáticas por resolución 361/2015.

## Datos
Cuenta con una delegación municipal (al igual que varios barrios populosos y alejados del centro) y fue considerado por muchos una ciudad aparte; esta situación fue considerada en algunos proyectos que consideraban separarla de Posadas pero no prosperaron.
La población es mayormente de clases media y media-baja; y también posee población de clase baja en varias villa miseria. El gran crecimiento de este barrio comenzó en la década de 1980, debido a la gran cantidad de viviendas y monoblocks que construyó el IPRODHA (Instituto Provincial de Desarrollo Habitacional). Cuenta con una pequeña zona comercial y un acceso propio hacia la Ruta Nacional 12 (Acceso Oeste de la ciudad).
En el sector oeste del barrio se construyeron complejos habitacionales donde vive un gran número de los habitantes del área. También hay tres plazas, tres supermercados, comercios de distintos rubros, varios centros comerciales, el Hospital René Favaloro, la seccional séptima de la Policía de Misiones, una Delegación del Departamento de Bomberos, un banco, una estación de radio y un Registro Civil. Todos los sábados se encuentra la mayor feria de la ciudad.
También hay establecimientos educativos primarios, secundarios y para adultos (tanto públicos como privados). También hay iglesias católicas, adventistas y evangélicas.

## Historia
El 13 de mayo de 1973 comenzó a desarrollarse un proyecto para crear un barrio en la actual zona de Villa Cabello. La idea surgió por el estado general de los barrios periféricos de la ciudad de Posadas con habitantes que vivían en condiciones de extrema pobreza. El sacerdote Juan Markievicz y un grupo de voluntarios y familias del Movimiento Familiar Cristiano compraron un terreno en la Chacra Nº 150 (de 12 hectáreas) y crearon la Asociación de Promoción Social Cristiana, con apoyo de una fundación.
En diciembre de 2010, surgió un proyecto para pedir en la Cámara de Diputados de la Provincia de Misiones la creación de la «Ciudad Autónoma de Villa Cabello», impulsada por el Partido Progresista Independiente.